# Droga wojewódzka 211
Die Droga wojewódzka 211 (DW 211) ist eine polnische Woiwodschaftsstraße, die in Ost-West-Richtung die Woiwodschaft Pommern durchzieht. Sie verbindet die Landesstraße 7 (DK 7) und die DK 20 bei Żukowo (Zuckau) mit der DK 6 bei Nowa Dąbrowa (Neu Damerow). Dazwischen kreuzt sie die Woiwodschaftsstraßen DW 224 und die DW 228 bei Kartuzy (Karthaus), die DW 214 bei Sierakowice (Sierakowitz) und die DW 212 bei Czarna Dąbrówka (Schwarz Damerkow).
Die DW 211 durchzieht den Kaszubski Park Krajobrazowy (Kaschubischer Landschaftspark) zwischen Kartuzy und Sierakowice und berührt den Park Krajobrazowy Dolnia Słupi (Landschaftspark Stolpetal) bei Otnoga (Wottnogge). Die Straße durchfährt drei Powiate: den Powiat Kartuski (Powiat Karthaus), den Powiat Bytowski (Powiat Bütow) und den Powiat Słupski (Powiat Stolp). Die Gesamtlänge der DW 211 beträgt 74 Kilometer.

## Streckenverlauf
Woiwodschaft Pommern

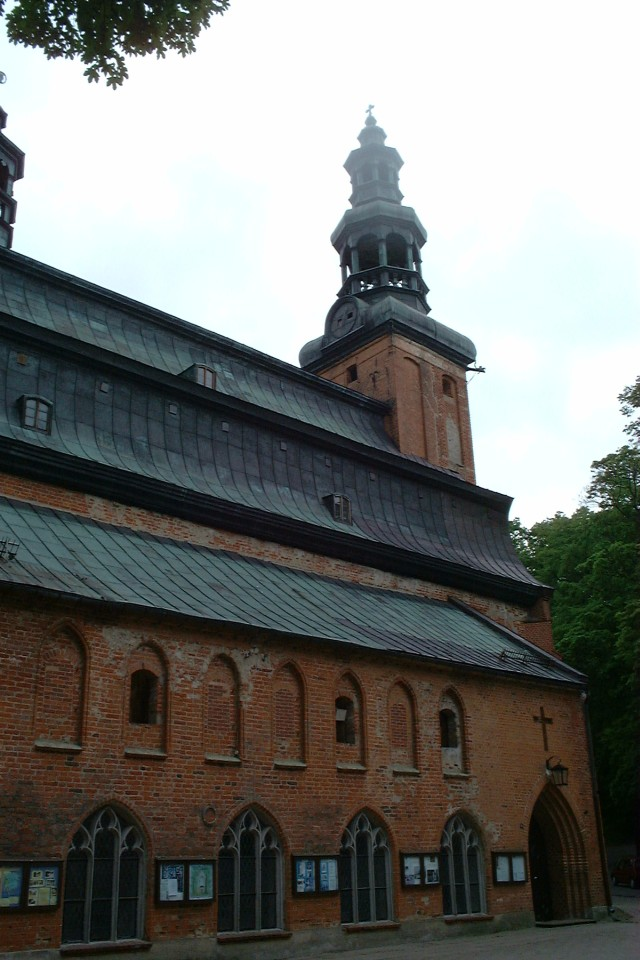
Die Kirche in Kartuzy (Karthaus)

- Powiat Kartuski (Powiat Karthaus):
  - Żukowo (Zuckau) (DK 7 → Gdańsk (Danzig) – Elbląg (Elbing) – Ostróda (Osterode) – Warszawa (Warschau) – Chyżne/Tschechien), und DK 20: Gdynia (Gdingen) ↔ Bytów (Bütow) – Miastko (Rummelsburg) – Szczecinek (Neustettin) – Stargard (Stargard in Pommern)
  - Borkowo (Borkau)

- X PKP-Bahnlinie 229: Pruszcz Gdański (Praust) – Lębork (Lauenburg (Pommern)) – Łeba (Leba) X
  - Borowo (Borrowo)
  - Dzierżążno (Seeresen)

- X PKP-Bahnlinie 214: Somonino (Semlin) – Kartuzy  (Karthaus) X
  - Kartuzy (Karthaus) (→ DW 224: Wejherowo (Neustadt (Westpreußen)) ↔ Tczew (Dirschau), und DW 228 → Sulęczyno (Sullenschin) – Bytów (Bütow))
  - Łapalice (Lappalitz)

- X PKP-Linie 229 X
  - Cieszenie (Zeschin)
  - Miechucino (Miechutschin, 1939–45: Mechendorf)
  - Mojusz (Moisz)

- X PKP-Linie 229 X
  - Sierakowice (Sierakowitz) (→ DW 214: Lębork (Lauenburg (Pommern)) – Łeba  (Leba) ↔ Kościerzyna (Berent) – Warlubie (Warlubien, 1939–45: Warlieb))
  - Puzdrowo (Pusdrowo)
  - Gowidlino (Gowidlino, 1939–45: Göbeln)

- o polnisch-deutsche Grenze 1919-1945 o
- Powiat Bytowski (Powiat Bütow):
  - Rokity (Groß Rakitt)
  - Otnoga (Wottnogge, 1938–45: Mühlental)

- ~ Łupawa (Lupow) ~
  - Czarna Dąbrówka (Schwarz Damerkow) (→ DW 212: Bytów (Bütow) – Chojnice (Konitz) – Kamionka (Steinberg) ↔ Cewice (Zewitz) – Osowo Lęborskie (Wussow))

- X ehemalige Reichsbahnstrecke Lauenburg (Pommern) – Bütow X
- ~ Łupawa ~
  - Podkomorzyce (Niemietzke, 1938–45: Puttkamerhof)

- Powiat Słupski (Powiat Stolp):
  - Łupawa (Lopow)
  - Malczkowo (Malzkow)
  - Malczkówko (Neu Malzkow)
  - Nowa Dąbrowa (Neu Damerow) (→ DK 6: Słupsk (Stolp) – Sławno (Schlawe) – Koszalin (Köslin) – Szczecin (Stettin) ↔ Wejherowo (Neustadt (Westpreußen)) – Gdańsk (Danzig) – Pruszcz Gdański (Praust))